# Metasidama ephippiata
Metasidama ephippiata is een hooiwagen uit de familie Assamiidae.